# 伊达·比塔莱
伊达·比塔莱（西班牙語：Ida Vitale，1923年11月2日—）是乌拉圭蒙得维的亚出身的女性诗人，2018年塞万提斯奖得主。

## 生平
1923年生于乌拉圭蒙得维的亚，是该国作家团体运动“四五”一代的重要成员之一。四五一代的成员还包括马里奥·贝内德蒂、阿尔德亚·比亚里尼奥和另一位塞万提斯奖得主胡安·卡洛斯·奥内蒂等。
1973年乌拉圭軍事執政團上台后，比塔莱流亡墨西哥城寻求庇护。后融入墨国文坛大家奥克塔维奥·帕斯的圈子。1983年，她的第一任丈夫安赫尔·拉玛去世。1989年，她和第二任丈夫恩里克·菲耶罗在美国德克萨斯州奥斯汀定居。2016年，菲耶罗去世後，她又回到了蒙得维的亚。
2018年获得塞万提斯奖，是该奖历史上的第五位女得主。她的获奖还打破了21世纪以来塞万提斯奖隔年轮流表彰西班牙人和美洲人的不成文规矩。2019年4月，她亲自前往西班牙马德里以北50公里的阿尔卡拉大学，参加了西班牙国王费利佩六世主持的授奖仪式。

## 获奖
- 米格尔·德·塞万提斯奖（2018年）

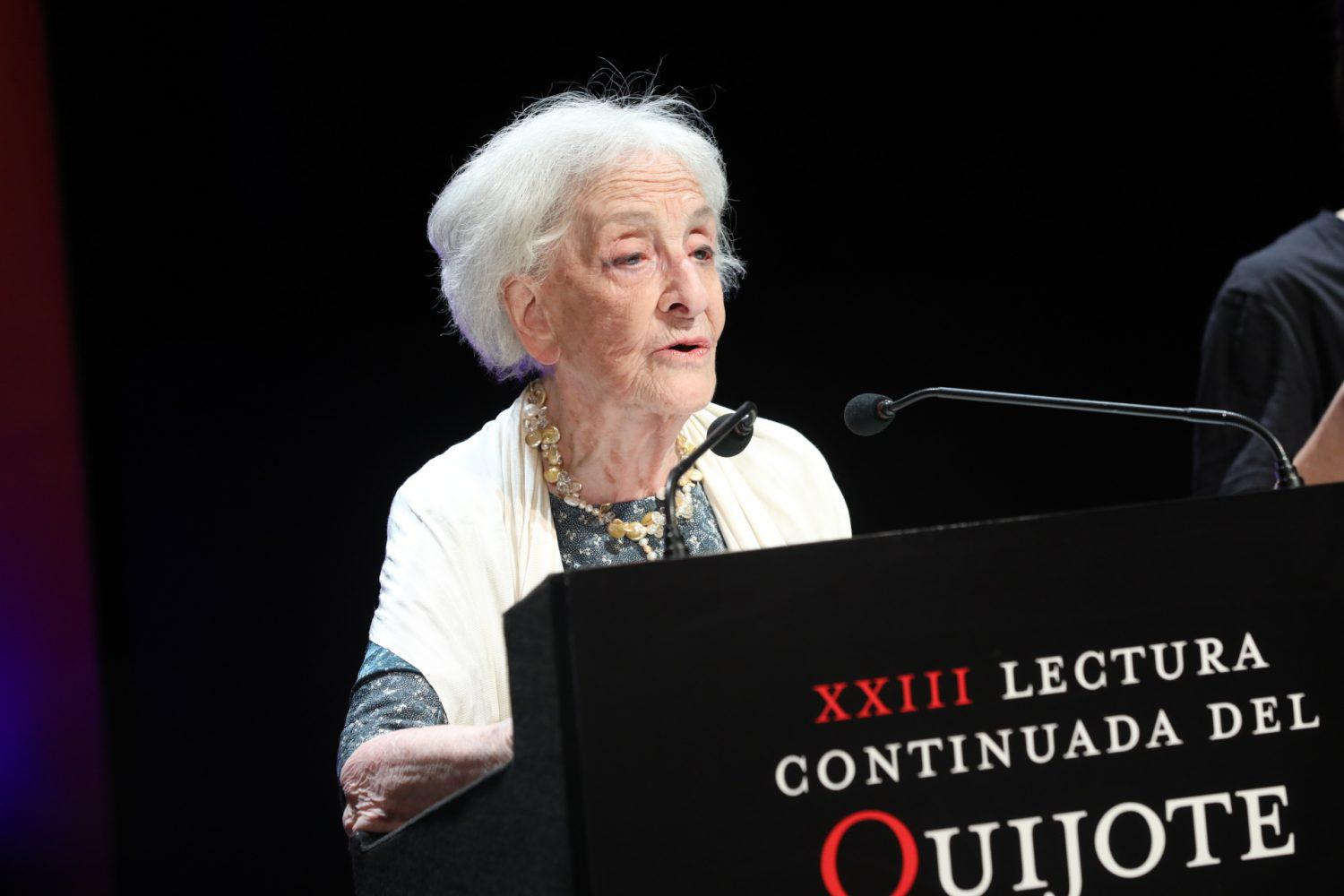
比塔莱在马德里年度堂吉诃德读书大会

- 费德里戈·加西亚·洛尔卡国际诗歌奖（2016年）[4]
- 拉美索菲亚王后诗歌奖（2015年）[5]
- 阿方索·雷耶斯国际奖（2014年）[6]
- 奥克塔维奥·帕斯奖（2009年）[7]

## 主要作品
| 原文名                 | 中文译名             | 出版年份 | 出版地点   | 体裁 | 备注               |
| ---------------------- | -------------------- | -------- | ---------- | ---- | ------------------ |
| La luz de esta memoria | 《记忆的光辉》       | 1949年   | 蒙得维的亚 | 诗歌 |                    |
| Cada uno en su noche   | 《各自在自己的夜晚》 | 1960年   | 蒙得维的亚 | 诗歌 | OCLC 4941102       |
| Jardines imaginarios   | 《想象的花园》       | 1996年   | 墨西哥     | 诗歌 |                    |
| Reducción del infinito | 《无限缩小》         | 2002年   | 巴塞罗那   | 诗歌 | ISBN 84-8310-818-6 |